# Mark Mitchinson
Mark Mitchinson (n. 6 iulie 1966, Londra, Anglia, Regatul Unit) este un actor din Noua Zeelandă, născut în Anglia. Pentru cariera sa, acesta s-a pregătit în cadrul Guildhall School of Speech and Drama din Londra. A câștigat un premiu pentru interpretarea ucigașului condamnat Colin Bouwer în drama TV Bloodlines și un premiu pentru cea mai bună interpretare la premiile New Zealand Television Awards din 2012 pentru rolul lui Jan Molenaar în Siege. De asemenea, a interpretat rolul lui Braga în The Hobbit și a fost vocea lui Creepox Power Rangers Megaforce.